# Kuc Zaniskari
Kuc Zaniskari – rasa kuców odkryta w Leh i Ladakh w obszarze Dżammu i Kaszmiru (północne Indie). Rasa ta jest zagrożona przez krzyżowanie z nieokreślonymi kucami, dlatego Departament Hodowli Zwierząt stanu Dżammu i Kaszmir rozpoczął program ochrony w gospodarstwie w Leh.

## Budowa,pokrój,eksterier
Kuce Zaniskari osiągają 120-140 cm w kłębie i ważą 320-450 kg. Ich umaszczenie jest zwykle od siwego do karego, choć niektóre osobniki są czerwonawej, miedzianej maści. 